# Lễ Kỳ yên

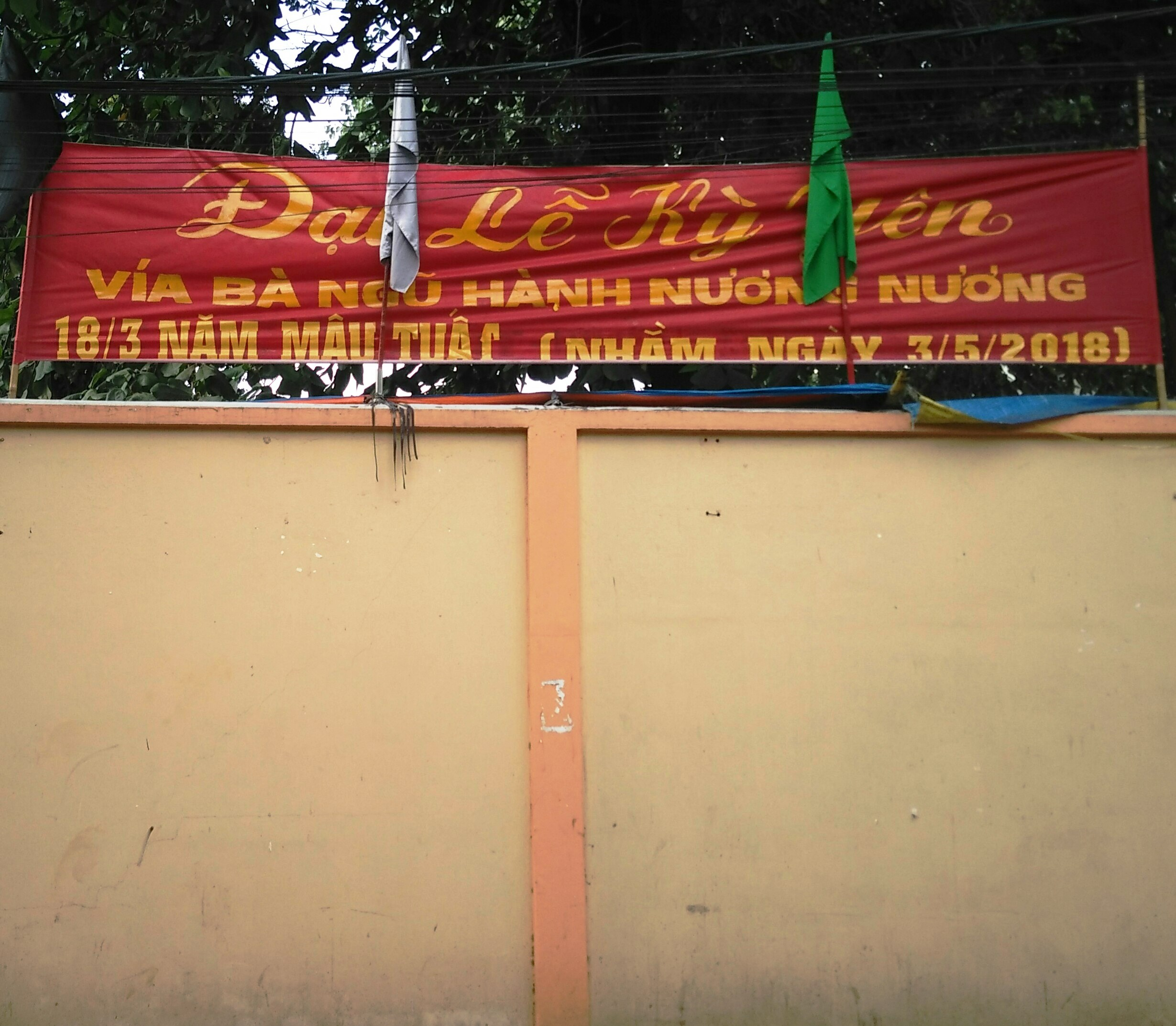
Đại lễ Kỳ Yên năm 2018 tại Miếu Ngũ Hành Nương Nương, Bình Hưng Hòa A, Bình Tân

Lễ Kỳ yên (có nghĩa là lễ cầu an) là lễ tế thần Thành hoàng lớn nhất trong năm của một ngôi đình thần ở Nam Bộ, Việt Nam. Đình làng ở Nam bộ mỗi năm có 2 lệ cúng: lễ Thượng điền (khi thu hoạch xong) và lễ Hạ điền (khi bắt đầu xuống ruộng), Kỳ Yên có thể gộp chung với Thượng Điền hoặc Hạ Điền, cũng có thể một lễ riêng biệt tùy theo từng địa phương.

## Sơ lược các lễ tế
Giới thiệu lễ Kỳ yên ở Nam Bộ xưa, sách Gia Định thành thông chí (mục Phong tục chí) của Trịnh Hoài Đức có đoạn:
Cúng Kỳ yên: mỗi làng (ở Nam Bộ) có dựng một ngôi đình, ngày cúng tế phải chọn cho được ngày tốt, đến buổi chiều ngày ấy lớn nhỏ đều nhóm tại đình, họ ở lại suốt đêm ấy, gọi là túc yết. Sáng ngày mai học trò lễ mặc áo, mão, gióng trống khua chiêng làm lễ chánh tế, ngày sau nữa làm lễ dịch tế, gọi là đại đoàn, lễ xong lui về...
Hiện nay, lễ Kỳ yên cũng được tổ chức trong ba ngày, gồm nhiều lễ tế. Tuy mỗi nơi có thể khác về giờ giấc, thứ tự và chi tiết, nhưng thường thì các lễ được tiến hành đại để như sau:

### Ngày thứ nhất
Có các lễ tế:

#### Lễ rước Tổ hát bội
Đến kỳ đáo lệ Kỳ yên (Đại lễ Kỳ yên), ngay từ sáng sớm, Ban quý tế cử người bưng một khay gỗ có trầu, rượu, hương, đèn, tiền lễ; cùng 4 quân hầu cầm bốn món thuộc bộ Lỗ bộ và Ban nhạc lễ ra tận cổng để rước Tổ hát bội vào đình, rồi đặt trang trọng sau hậu trường võ ca.

#### Lễ Thỉnh sắc
Sau khi an vị Tổ hát bội xong, một đám rước với đầy đủ chiêng, trống, cờ, lọng, long đình cùng đội nhạc lễ, đội lân... đi đến chỗ cất giữ sắc thần (thường thì để ở trong một ngôi nhà kiên cố của một vị chức sắc có uy tín). Đến nơi, người có trách nhiệm vào tế một tuần hương, ba tuần rượu, đọc một bài văn tế ngắn gọn (hay khấn cũng được), rồi đem sắc đặt vào long đình, rước về. Đến đình, phải cử hành thêm nghi thức an vị, gồm: một tuần hương, ba tuần rượu và một tuần trà, rồi mới đưa tráp đựng sắc phong để trên bàn thờ thần nơi chính điện.
Lễ này, Đình Châu Phú (Châu Đốc, An Giang) tiến hành vào 7 giờ sáng ngày mùng 10 tháng Năm âm lịch. Vào lúc ấy, một đoàn xe được trang hoàng đẹp đẽ chạy đến Nhà lớn cũng ở gần đó, làm lễ thỉnh sắc thần Nguyễn Hữu Cảnh về đình. Đình Bình Thủy (Châu Phú, An Giang) tổ chức Thỉnh Sắc thần và diễu hành xe hoa vòng quanh cù lao, khởi hành từ 6 giờ sáng và trở về đình lúc 10 giờ sáng.

#### Lễ Nghinh và tụng kinh cầu an
Một số làng, sau lễ thỉnh sắc thần Thành hoàng còn tổ chức Lễ Nghinh, tức đưa kiệu đến các đền miếu trong làng, dâng hương, khấn cung thỉnh mời chư vị thần về đình dự lễ. Xong, đem lư hương của các vị thần này lên kiệu trở về, đặt trên bàn hương án bày ở ngoài đình, hoặc trên bàn Hội đồng ngoại ở bên trong đình. Ở Đình Châu Phú, sau khi rước sắc thần Nguyễn Hữu Cảnh về đình, tiếp theo là Lễ nghinh, tức lễ thỉnh sắc thần Thoại Ngọc Hầu tại phủ thờ của ông Nguyễn Khắc Mi (cháu nhiều đời của Thoại Ngọc Hầu), và sắc thần của hai ông là Chánh vệ thủy Đỗ Đăng Tàu và Phó vệ thủy Lê Văn Sanh.
Có một số đình có phần lễ này. Đây vốn là nghi thức của Phật giáo hội nhập vào đình miếu, mục đích cầu chư Phật, chư thần thánh ban cho dân làng sự an lành. Khởi đầu cử người thiết lập bàn thờ Phật Quan Âm, rồi tiến hành niệm hương tán Phật, tụng kinh Phổ môn; cuối cùng đọc sớ rồi đốt sớ gửi cho chư Phật và cho chư thần thánh.

#### Lễ Thỉnh sanh (Thỉnh sinh)
Lễ Thỉnh sanh phải diễn ra trước lễ Túc Yết, với mục đích lấy con vật tế của lễ Thỉnh sanh làm lễ vật cho lễ Túc Yết sau đó. Vật tế là một con heo còn sống, toàn sắc, bị cột bốn chân, đặt trên một chiếc ghế ngựa ngay trước bàn thờ Hội đồng ngoại. Sau khi heo bị thọc tiết, viên chánh tế dùng chén sạch hứng máu cùng một nhúm lông của con vật này, đặt lên bàn hương án. Chén huyết có ít lông này gọi chung là "mao huyết". Theo Sơn Nam, lễ này bắt nguồn từ lễ giết người để tế thần; sau dùng trâu, bò hoặc heo để thay thế. Thỉnh sanh (thỉnh là tịnh, gạn cho trong sạch; sanh (sinh) mang ý nghĩa hy sinh. Con vật bị giết để tế gọi là hy sinh); nói nôm na, lễ thỉnh sanh là lễ đâm con heo để tế thần. Ngày nay, để tránh cảnh tượng giết chóc trong đình, nhiều nơi chỉ cúng con heo còn sống rồi mang xuống nhà bếp hoặc cúng con heo đã được mổ xong. Có nơi, như ở Đình Châu Phú dâng cúng một con heo trắng (heo đã mổ xong, cạo sạch, chưa nấu chín), một chén đựng huyết có một ít lông heo (gọi chung là "mao huyết"), một mâm xôi, một trái cây, một mâm trầu cau, một đĩa muối, gạo. Các lễ vật được bày trên bàn, riêng con heo trắng được đặt sấp, thân phủ lên một giá gỗ cao.
Sau khi lễ Tỉnh sanh kết thúc, con heo được luộc chín và mang trở lại đình để làm lễ Túc yết.

#### Lễ Túc yết
Tức là lễ hương chức ra ra mắt thần. Theo cổ lệ mà sách Gia Định thành thông chí đã biên chép, thì lễ này được tiến hành vào buổi chiều cho đến hết đêm ngày thứ nhất. Theo sách Sổ tay hành hương đất phương Nam thì, sắp đến giờ hành lễ, các thành viên của Ban tế tự mặc áo thụng xanh, khăn đóng, mang giày đứng sắp hàng hai bên võ ca cùng với ban nhạc lễ, các lễ sinh và đào thài (đào chuyên hát chúc tụng) trong tư thế sẵn sàng. Rồi một lễ sinh bắt đầu xướng các nghi thức và các hương chức được phân công tuần tự thực hiện những nghi thức như sau:
- Củ sát tế phẩm: kiểm lại đồ cúng.
- Tuần hương: dâng hương.
- Tuần rượu thứ nhất: dâng rượu lần nhất.
- Đọc văn tế chữ Hán: cầu nguyện thần Thành hoàng phù trợ sao cho mưa thuận gió hoà, quốc thái dân an,...
- Tuần rượu thứ hai: dâng rượu lần hai.
- Tuần rượu thứ ba: dâng rượu lần ba.
- Hiến quả phẩm: dâng trái cây.
- Hiến bỉnh: dâng bánh.
- Tuần trà: dâng trà
- Ẩm phước: giống như lễ "thụ tộ" miền Bắc, tức Ban tế tự được thừa hưởng lễ vật đã dâng cúng, xem như đây như là lộc của thần ban.
- Hóa văn tế: có nghĩa đốt văn tế. Có đình giữ đến xong lễ đoàn cả mới đốt.

Đình Bình Thủy (Châu Phú, An Giang) tổ chức lễ Túc yết vào trưa ngày 9 tháng 5 âm lịch (ngày thứ nhất của lễ Kỳ Yên) nhằm tạo điều kiện thuận lợi cho người dân và các ban quý tế các đình lân cận đến cúng viếng. Ở Đình Châu Phú, lễ Túc yết diễn ra vào lúc một giờ đêm ngày 11 tháng Năm âm lịch (tức ngày thứ hai của đại lễ), Ban quản trị đình đã tề tựu đông đủ để bắt đầu cúng túc yết. Chịu trách nhiệm chính ở buổi lễ cúng là ông Chánh tế - cũng là trưởng ban quản trị đình. Lễ cúng gồm một mâm xôi, một trái cây, một mâm trầu cau, một đĩa muối, gạo. Ngoài ra còn có những lễ vật khác do nhân dân mang đến dâng cúng.
Bắt đầu vào lễ, ông Chánh tế đến dâng hương trước bàn thờ, rồi lần lượt các thành viên trong Ban quản trị thay nhau vào lễ. Kế đến là phần "Khởi chinh cổ", sau khi đánh ba hồi trống và ba hồi chiêng mõ. Ban nhạc lễ với các nhạc cụ dân tộc bắt đầu trỗi lên, lễ dâng hương, chuốc tửu, tiệm trà bắt đầu... Sau cùng, bản văn tế (văn chúc) được mang đến trước bàn thờ. Người được cử quỳ xuống "đọc văn", trong khi ban nhạc lễ trỗi nhạc phụ họa. Dứt bài văn tế, ông Chánh tế đốt bản văn này và một ít giấy tiền vàng bạc, phần nghi thức lễ túc yết coi như đã xong.

### Ngày thứ hai và thứ ba
Có các lễ tế:

#### Lễ Xây chầu
Bài chính: Lễ Xây chầu
Theo Sơn Nam, nét đặc trưng của đình miếu Nam Bộ xưa là mỗi lần có lễ Kỳ yên, thì phải có các lễ: Xây chầu, Đại bội và hát bội. Căn cứ vào lời chúc tụng, lễ Xây chầu có từ đời vua Gia Long. Thường thì lễ này được cử hành sau lễ tế Túc yết. Về cách thức xây chầu, đại để chia làm ba loại: Xây chầu văn, Xây chầu võ, và Xây chầu bán văn bán võ. Lễ này bắt nguồn từ quan niệm dịch lý của đạo Nho: thuận đạo trời (âm dương), an đạo đất (nhu cương) và hòa đạo người (nhân nghĩa); ba đạo này có hòa hợp thì vạn vật mới hanh thông, tốt đẹp.
Theo nhiều nhà nghiên cứu, thì lễ Xây chầu vốn bắt nguồn từ Lễ Đại Bội trong cung đình nhà Nguyễn. Đây là một cảnh diễn lớn, gồm nhiều tiết mục liên hoàn nhằm thể hiện sự sinh thành vũ trụ và phát triển của vạn hữu. Bởi vậy, theo Sơn Nam, Muốn ổn định thời tiết, trật tự xã hội, theo quan niệm xưa, phải tuân theo sự vận hành của Trời Đất mà kim chỉ nam là Kinh Dịch với thuyết âm dương, Bát quái, Ngũ hành. Việc Xây chầu chính là để nhắc nhở nguyên tắc ấy.

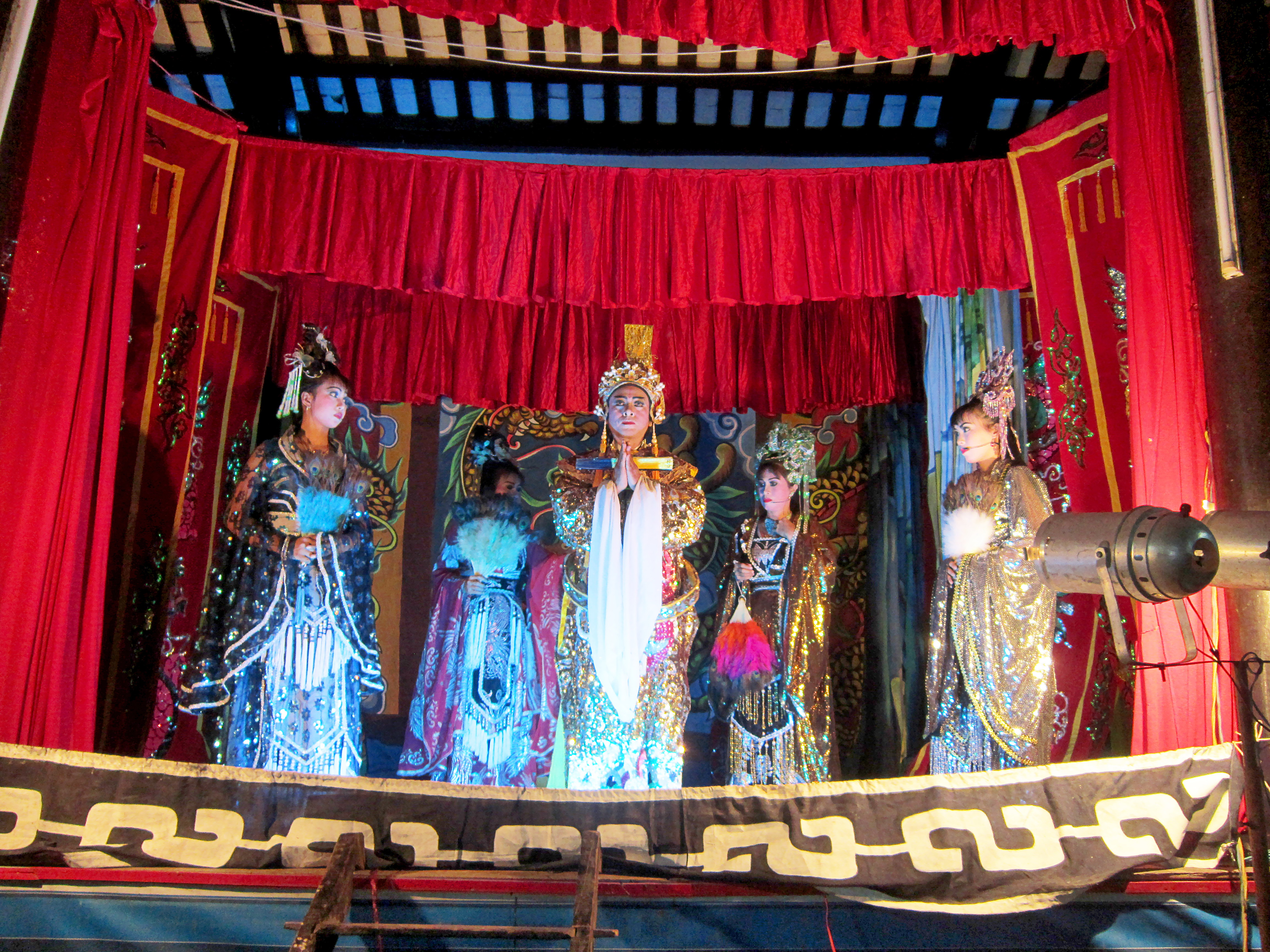
Tiết mục Đứng Cái trong lễ Khai tràng Đại bội tại đình Mỹ Phước, bắt đầu lúc 4 giờ sáng ngày 8 tháng 6 năm 2014

Trích diễn biến lễ xây chầu ở Đình Châu Phú:
Sau khi lễ túc yết xong, là đến lễ xây chầu và hát bội được tổ chức tại gian võ ca phía trước chính điện. Những người tham dự cũng ăn mặc chỉnh tề xếp thành hai hàng nhưng từ cửa chính điện trở ra. Trên gian võ ca, tất cả diễn viên đoàn hát bội đã hóa trang, trống mõ sẵn sàng. Ông Chánh bái chủ trì lễ nhúng một cành dương vào tô nước cầm trên tay vẩy ra xung quanh và đọc lời cầu nguyện:
Nhất sái thiên thanh. (Trời thêm thanh bình)
Nhị sái địa linh (Đất thêm tươi tốt)
Tam sái nhơn trường sanh (Người được sống lâu)
Tứ sái quỷ diệt hình (Quỷ dữ bị tiêu diệt).
Đọc xong, ông chánh bái đánh ba hồi trống và nói: "Ca công tiếp giá", lập tức trống mõ của đoàn hát bội rộ lên và chương trình hát bội được bắt đầu. Đến khi ấy, trống chầu được đặt dưới sân khấu, và cử quan viên ra cầm chầu gọi là cầm chầu đại bội để khen chê nghệ sĩ. 

#### Hát chầu
Bài chính: Hát chầu

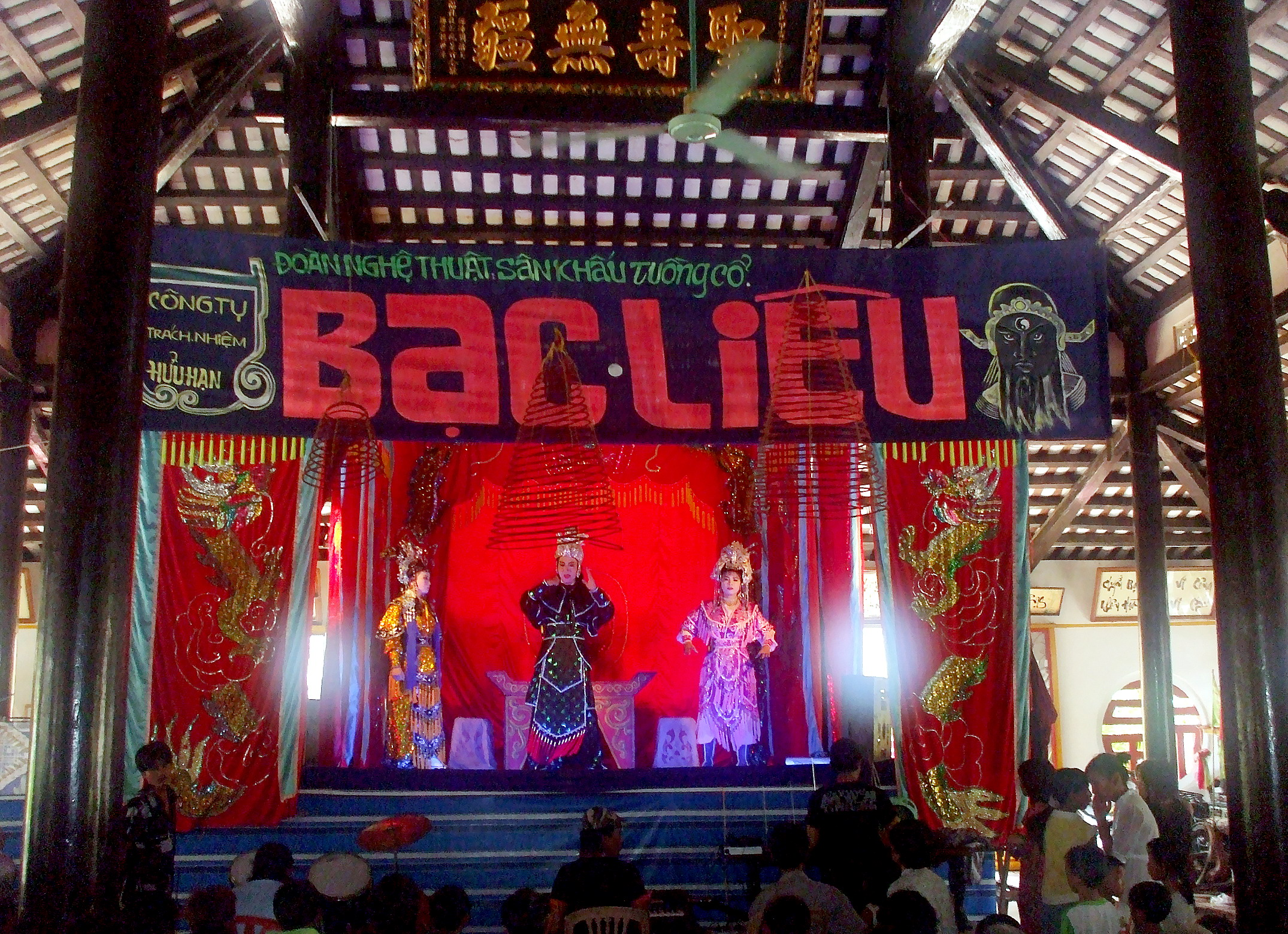
Hát tuồng trong lễ Kỳ yên tại đình Mỹ Phước năm 2010

Hát chầu tức hát bội, trước để cúng thần (chức năng chính), sau để giúp vui cho dân làng. Tuồng diễn (thường là 3, 4 tuồng) đều phải tuân thủ một cách nghiêm ngặt những quy phạm chính thống. Điều này thể hiện rõ trong hầu hết mọi nghi thức, nhất là phần lễ tôn vương. Nói chung, các vỡ diễn đều phải biểu hiện cho được ý nghĩa: "trung thắng nịnh, chính thắng tà" và kết thúc bằng một màn tôn chân chúa (tôn vương) hay tôn soái.
Tuồng hát bội mà các đình thường chọn hát là San Hậu (tôn vương), Phàn Lê Huê (tôn nữ soái), Tiết Nhơn Quý (tôn soái)... Ở Đình Châu Phú các tuồng được chọn hát thường là: Trần Bình Trọng, Sát Thát, Trưng Nữ Vương, Lưu Kim Đính, San hậu...

#### Lễ Chánh tế hoặc Đàn cả
Lễ Chánh tế còn gọi là Đoàn cả hoăc Đàn cả, diễn ra vào sáng ngày thứ hai hoặc thứ ba của lễ Kỳ Yên, tùy từng địa phương. Cũng theo sách Gia Định thành thông chí, thì lễ Chánh tế được tổ chức vào sáng hôm thứ hai của lễ Kỳ yên, với phần nghi thức giống như lễ Túc yết. Cổ lệ chọn giờ này (giờ Tý) bắt nguồn từ quan niệm dịch lý: đây là giờ "âm lão, dương khởi", tức là mọi điều tốt lành bắt đầu nảy sinh. Việc hành lễ tương tự như lễ túc yết, duy chỉ khác câu ở phần ẩm phước: lễ túc yết xướng Nghinh thần cúc cung bái, thì ở lễ này xướng câu Tạ thần cúc cung bái. Ở Đình Châu Phú, lễ này được cử hành lúc vào 3 giờ sáng ngày 12 tháng Năm âm lịch, tức sáng sớm ngày thứ ba của cuộc lễ. Đình Bình Thủy (Châu Phú, An Giang) tổ chức lễ Chánh tế vào sáng ngày 11 tháng 5 âm lịch, tức ngày thứ ba của lễ Kỳ Yên.
Theo Sơn Nam thì Lễ Đàn Cả là quan trọng nhất. Nhà văn viết: "... trước đó có lệ Túc yết, tức là ban Tế lễ gom lại, trình diện, diễn tập, có thể so sánh với dịp cúng giỗ ông bà, trước ngày giỗ chánh thức là buổi cúng Tiên. Đình nào khiêm tốn thì bỏ lễ Túc yết cho bớt kinh phí... Vẫn chưa dứt khoát về tên gọi: Đàn hay Đoàn. Trên tấm thiệp mời ở ngôi đền sát chợ Biên Hòa, thấy ghi Đại Đàn. Đàn là nơi cử hành lễ (lập đàn, đàn Nam Giao) có lẽ đúng hơn. Về cơ bản, trong cả nước, nghi thức nhau nhưng "đại đồng tiểu dị".

#### Lễ tế Tiền hiền, Hậu hiền
Đây là lễ tế các vị tiền nhân đã có công lập làng, lập đình và các anh hùng liệt sĩ địa phương. Có đình tiến hành lễ này ngay sau khi lễ đoàn cả xong, nhưng cũng có đình để sang ngày thứ ba. Điều đặc biệt trong lễ này là cử nhạc lễ theo điệu Nhịp Bụa, nhưng hoàn toàn mang hơi Ai, khác với lễ Túc yết và lễ đoàn cả đều hoàn toàn mang hơi xuân.

#### Lễ hồi sắc hay nối sắc
Tức đưa sắc thần về nơi cũ. Nghi thức lễ diễn ra tương tự như khi thỉnh. Sau lễ này, các lư hương của chư thần trong lễ Nghinh cũng hoàn về nơi thờ phụng họ.
Ở lễ Kỳ yên, phần "lễ" chiếm phần quan trọng hơn phần "hội". Các đối tượng cúng lễ là một tập hợp thần linh đông đảo không chỉ riêng có thần Thành hoàng Bổn cảnh. Lễ này là dịp để dân làng họp mặt, bàn chuyện, vui chơi. Những tục lệ này nhằm thắt chặt tình cộng đồng. Còn hát xướng trong ngày lễ Kỳ yên không phải là văn nghệ bình thường mà mang nội dung nghi lễ. Chương trình văn nghệ phải có nội dung đạo lý, kết thúc có hậu. Đặc biệt tiệc tùng trong ngày lễ Kỳ yên ở đình làng Nam Bộ chỉ mang tính liên hoan, chiêu đãi, hoàn toàn không có tục "chiếu trên, chiếu dưới", nhậu nhẹt say sưa như những nơi khác.
Lễ Kỳ yên thu hút đông đảo nhân dân quanh vùng qui tụ về với lễ vật trên tay, người nào cũng trang phục chỉnh tề, quỳ lạy trước bàn thờ và cầu nguyện thần linh sao cho mưa thuận gió hoà, quốc thái dân an, mùa màng thuận lợi, sản xuất phát triển, nhân dân ấm no. Như thế, lễ Kỳ yên mang hai ý nghĩa: vừa tưởng nhớ một vị có công khai phá miền Nam Bộ, vừa cầu mong một cuộc sống no đủ. Cho nên, đây là một sinh hoạt văn hoá dân gian đáng được bảo tồn, duy trì và tạo điều kiện phát triển.

## Di sản phi vật thể quốc gia
Các lễ kỳ yên sau đây đã được công nhận là Di sản phi vật thể quốc gia của Việt Nam:
- Lễ hội Kỳ yên tại đình Gia Lộc, phường Trảng Bàng, thị xã Trảng Bàng, tỉnh Tây Ninh.[6]
- Đại lễ Kỳ yên Đình Tân Phước Tây, xã Tân Phước Tây, huyện Tân Trụ, tỉnh Long An.[7]
- Lễ hội Kỳ yên đình Bình Thủy,	phường Bình Thủy, quận Bình Thủy, Cần Thơ.[8]
- Lễ hội Kỳ yên ở đình thần Thoại Ngọc Hầu, thị trấn Núi Sập, huyện Thoại Sơn, tỉnh An Giang.[9]